# Born

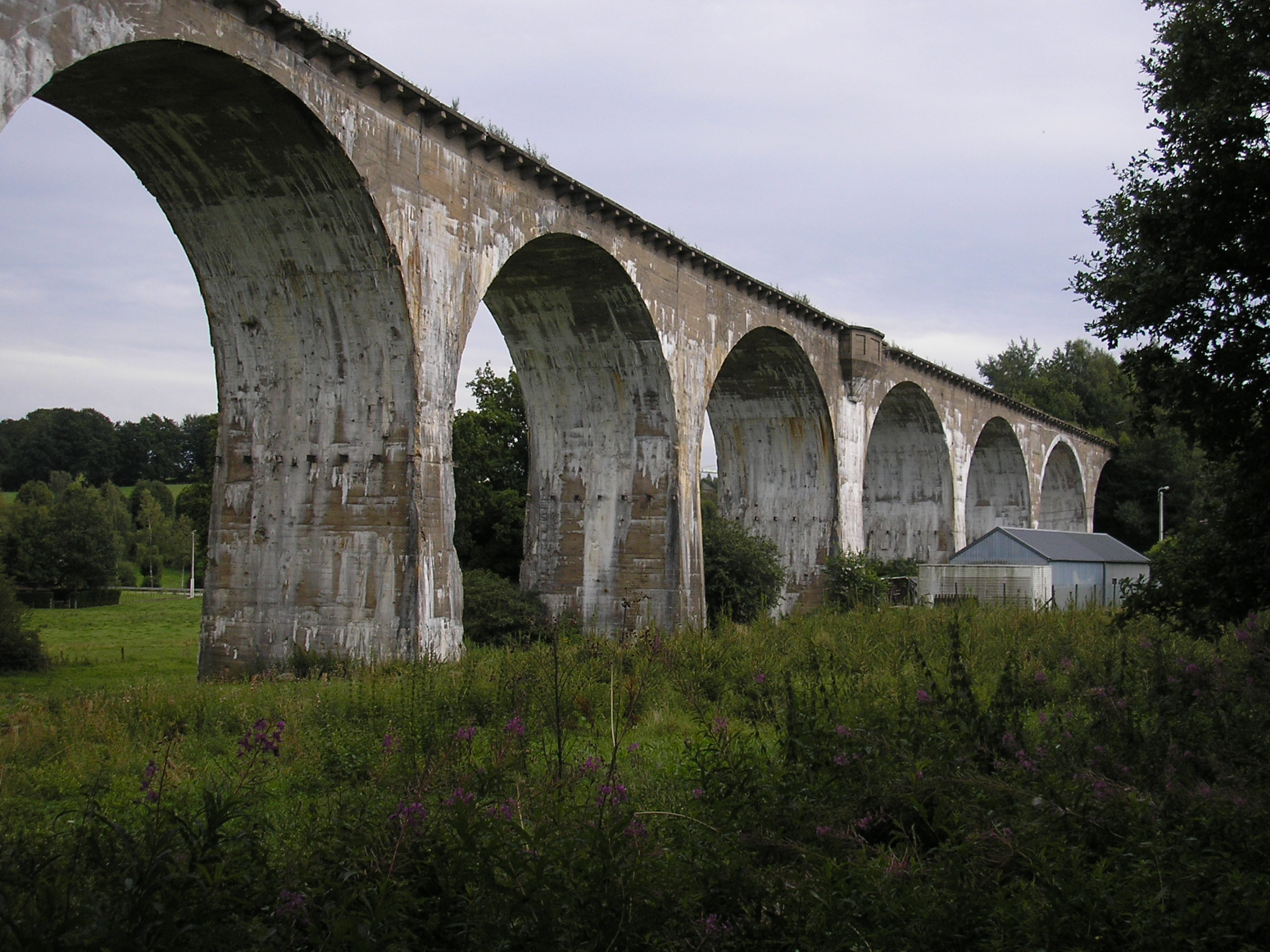
Amel-Born Viadukt

Born egy falu Belgiumban, mely az ország német nyelvközösségéhez tartozik Liège tartományban (Vallónia). 602 lakosa van.
A völgyvasút nyomvonalát Aachen és Ulflingen közötti, határokon átnyúló kerékpáros és túraútvonallá fejlesztették.